# Mr. Right (film 2015)
Mr. Right è un film del 2015 diretto da Paco Cabezas e scritto da Max Landis.
Interpretato da Sam Rockwell, Anna Kendrick, Tim Roth, James Ransone, Anson Mount, Michael Eklund e RZA.

## Trama
Martha, una donna sfortunata in amore, incontra finalmente l'uomo che apparentemente sembra perfetto per lei.
Con lo svilupparsi della loro relazione lei viene a sapere da un agente sotto copertura, Hopper, la vera identità di Francis, cioè un sicario particolare, che cerca di far giustizia assassinando chi lo ingaggia per uccidere qualcun altro.
Von Cartigan, fratello cadetto di una famiglia mafiosa, cerca di sfruttare questo meccanismo per uccidere suo fratello maggiore Richard, convincendolo ad assoldare il sicario.
Francis vuole ora cambiare vita per la sua ragazza, perciò rifiuta l'offerta. Questo fa arrabbiare entrambi i fratelli Cartigan che rapiscono Martha.
Nella villa di famiglia Cartigan, Von e Johnny Moon picchiano la ragazza che giura di uccidere tutti e due.
Francis riesce a raggiungere la casa, e incontra i due fratelli che stanno litigando. Von confessa quindi il suo piano di uccidere il fratello, e dopo una colluttazione riesce a portare a termine le sue intenzioni iniziali.
Francis salva Martha e riescono a scappare.